# بزدان
بزدان (به صربی: Bezdan) یک منطقهٔ مسکونی در صربستان است که در Sombor District واقع شده‌است. بزدان ۷۹٫۹۰ کیلومتر مربع مساحت و ۴٬۶۲۳ نفر جمعیت دارد و ۹۸ متر بالاتر از سطح دریا واقع شده‌است.